# Жироолійна промисловість України
Жироолі́йна промисло́вість Украї́ни — підгалузь харчової промисловості, що переробляє олійні культури на жири. Серед культур — соняшник, соя, ріпак, льон тощо. Виробництво соняшникової олії є потужним агропромисловим комплексом, який об'єднує виробників насіння і жироолійної продукції. Станом на 2011 маркетинговий рік Україна є одним із світових лідерів виробництва соняшникової олії. І займає перше місце у світі за її експортом. Соняшникове насіння було найрентабельнішою аграрною продукцією України 2015 року. За підсумками 2019 р. рівень рентабельності виробництва насіння соняшнику в усіх підприємствах становив 23,5 % і став найвищим серед усіх видів сільськогосподарської продукції.

## Розміщення промисловості
Унікальні природнокліматичні умови України дозволяють вирощувати соняшник практично на всій території України. Але найсприятливіші землі степової зони та південного лісостепу, найбільші врожаї 2010-го року отримані в Дніпропетровській, Запорізькій, Кіровоградській областях. Соняшник вимагає певної кількості сонячних днів в році, для того, щоб відбувся ферментативний процес утворення олії в насінні. У дощове літо в насінні соняшнику збільшується вміст крохмалю. Найбільші посівні площі в Україні займають гібриди «Одеський-122» -123, -128, -249, -504. Олійність харківських сортів становить 52-55 %, одеських і запорізьких — близько 50-52 %.

Виробництво соняшникової олії у світі протягом 2009/10 — 2011/12 маркетингових років

Підприємства жироолійної галузі України можна розділити на три категорії. До пермбінати.
На сьогодні в Україні налічується близько 10 найбільших виробників олії, які контролюють до 90 % всього виробництва.
Найбільшими виробниками соняшникової олії в Україні виступають:
- ДП «Сан-трейд» (Bunge Ltd.)
- ЗАТ «АТ Каргілл» (Cargill Inc.)
- ЗАТ «Євротек»
- ОДО «Холдинг „Зерноторгова компанія“»,
- холдинг «Кернел Групп»,
- промислова група «КМТ»,
- ВАТ «Одеський олійножировий комбінат»,
- ПАТ «Пологівський олійноекстракційний завод»;
- Укролія
- ТОВ "ТД Дельта"

До другої категорії належать дрібні виробники рослинної олії в компаніях, для яких виробництво рослинної олії не є основним видом діяльності. Ці переробні підприємства, залежніші від ситуації на внутрішньому ринку, оскільки на них налагоджено виробництво дрібних партій рослинної олії. Дані виробники виробляють 10-30% від загального обсягу соняшникової олії в Україні.
Третю категорію складають виробники жироолійної продукції — маргаринові заводи, миловарні комбінати.
У результаті переробки насіння соняха отримують продукти первинної переробки (соняшникова олія і шрот), продукти глибшої переробки (майонез, маргарин, мило, жири кондитерські, соняшникове борошно і білкові кислоти.
| Виробництво насіння соняху та олії в Україні | Виробництво насіння соняху та олії в Україні | Виробництво насіння соняху та олії в Україні | Виробництво насіння соняху та олії в Україні              |
| Рік                                          | Посівні площі соняха, (тис.га)               | Виробництво насіння соняшнику, (тис. т)      | Виробництво олії соняшникової нерафінованованої, (тис. т) |
| -------------------------------------------- | -------------------------------------------- | -------------------------------------------- | --------------------------------------------------------- |
| 1990                                         | ▬1636                                        | ▬2571                                        | ▬1070                                                     |
| 1991                                         | ▼1601                                        | ▼2311                                        | ▼1004                                                     |
| 1992                                         | ▲1641                                        | ▼2127                                        | ▼857                                                      |
| 1993                                         | ▼1637                                        | ▼2075                                        | ▼803                                                      |
| 1994                                         | ▲1784                                        | ▼1569                                        | ▼634                                                      |
| 1995                                         | ▲2020                                        | ▲2860                                        | ▲696                                                      |
| 1996                                         | ▲2107                                        | ▼2123                                        | ▲705                                                      |
| 1997                                         | ▼2065                                        | ▲2308                                        | ▼510                                                      |
| 1998                                         | ▲2531                                        | ▼2266                                        | ▲511                                                      |
| 1999                                         | ▲2889                                        | ▲2794                                        | ▲577                                                      |
| 2000                                         | ▲2943                                        | ▲3457                                        | ▲973                                                      |
| 2001                                         | ▼2502                                        | ▼2251                                        | ▼935                                                      |
| 2002                                         | ▲2834                                        | ▲3271                                        | ▲980                                                      |
| 2003                                         | ▲4001                                        | ▲4254                                        | ▲1257                                                     |
| 2004                                         | ▼3521                                        | ▼3050                                        | ▲1343                                                     |
| 2005                                         | ▲3743                                        | ▲4706                                        | ▲1382                                                     |
| 2006                                         | ▲3964                                        | ▲5324                                        | ▲2080                                                     |
| 2007                                         | ▼3604                                        | ▼4174                                        | ▲2228                                                     |
| 2008                                         | ▲4306                                        | ▲6526                                        | ▼1867                                                     |
| 2009                                         | ▼4232                                        | ▼6364                                        | ▲2796                                                     |
| 2010                                         | ▲4572                                        | ▲6772                                        | ▲3030                                                     |
| 2011                                         | ▲4739                                        | ▲8671                                        | ▲3177                                                     |
| 2012                                         | ▲5194                                        | ▼8387                                        | ▲3804                                                     |
| 2013                                         | ▼5051                                        | ▲11051                                       | ▼3403                                                     |
| 2014                                         | ▲5257                                        | ▼10134                                       | ▲4400                                                     |
| 2015                                         | ▼5105                                        | ▲11181                                       | ▼3715                                                     |

У загальному обсязі виробництва олійних культур в Україні соняшник займає понад 90 %, а в структурі посівних площ не менше 10 %. Щорічний валовий збір постійно збільшується і 2015 року досяг рекордної цифри — 11,2 млн т. Країна посідає перше місце в світовому рейтингу, забезпечуючи від 20 до 24 % світового виробництва соняшнику.
Загальною особливістю галузі є боротьба за основну сировину — насіння соняшнику. Щодо цього питання слід зазначити, що намагаючись завантажити основні потужності, найбільші компанії в останній час пропонують максимальні ціни на закупівельну сировину. Це призвело до того, з початку 2004 р. внутрішні ціни на насіння соняшнику перевищують світові. Високі внутрішні ціни зумовлюють те, що соняшникова галузь є рентабельною та привабливою для інвесторів. За даними Мінагрополітики, насіння соняшника було найприбутковішою аграрною продукцією України 2015 року з рентабельністю 80,5 % .
Відкриття європейського ринку 2014 (односторонньо з боку ЄС), липні і серпні 2014 збільшила поставки соняшникової олії на європейський ринок і надалі планує наростити обсяги експорту рафінованої продукції. Розглядаючи перспективи участі України у світовому ринку соняшникової олії важливо відзначити, що за оцінками міжнародних
компаній — трейдерів, дефіцит соняшникової олії в країнах ЄС в найближчі роки буде зберігатись на рівні 2 млн т на рік, що дозволить Україні, в разі підписання ЗВТ з ЄС, зміцнити свої позиції в регіоні.

## Експорт

Найбільші експортери соняшникової олії

Потреби України в соняшнику становлять близько 1,5 млн т на рік. Щосезону цей показник змінюється залежно від загального використання всіх олій та структури споживання. Весь обсяг, який перевищує середній рівень споживання, за винятком інших потреб внутрішнього ринку, експортується у вигляді насіння або продукції переробки.
Україна посідає провідне місце на світовому ринку з продажу соняшникової олії. При цьому 90 % від загального експорту складає олія неочищена.
Українські експортери продемонстрували, що вони можуть за сезон поставляти на зовнішні ринки майже 3 млн т соняшникової олії. 51,1 % світового експорту. Більше 3,2 млн т соняшникового борошна (23 % світового експорту). Україна, поряд із ЄС, Аргентиною, Туреччиною та Росією, входить до четвірки найбільших світових країн-виробників соняшникової олії (частка України за 2011/12 маркетинговий рік в світовому обсязі виробництва становить 23,3 %) та є головним експортером продукції соняшникового комплексу.
Сира соняшникова олія користується попитом на Близькому Сході, досить великі обсяги Україна поставляє в країни Північної Африки та на Південь Європи, однією з провідних країн-покупців якої виступає Франція. Рафінована соняшникова олія експортується в країни СНД.
У 2007/2008 сільськогосподарському році у світі було вироблено 9,87 млн тонн соняшникової олії.
У 2008/2009 маркетинговому році експортовано 2099 тис. тонн соняшникової олії, що на 57 % більше проти відповідного періоду
попереднього року.
Найбільшими імпортерами нерафінованої олії у 2008/09 маркетинговому році стала Індія — 25 % від обсягів загального експорту з України, Туреччина — 13 %, Єгипет — 8,3 %, серед країн ЄС: Франція —- 5,7 %, Італія — 5,2 %, Нідерланди — 4,6 %, Іспанія — 4,5 % від обсягів загального
експорту з України.
За 1-26 лютого 2012 морський експорт української соняшникової олії до Ірану склав 10,5 тис. т.
Основними компаніями-експортерами олії є компанії «Каргілл», «ОлсідзУкраїна» (ВАТ «Кіровоградолія»), «Кернел-Трейд» (ПрАТ «Полтавський ОЕЗ», ЗАТ «Приколотнянський ОЕЗ», ВАТ «Вовчанський ОЕЗ»), «Сантрейд» (ЗАТ «Дніпропетровський ОЕЗ»), ПАТ «Пологівський ОЕЗ», «Миронівський хлібопродукт», Промислова Група «Віойл», ВАТ «Чернівецький ОЖК»).
За підсумками роботи 2010 року середньоспискова чисельність працівників олійно-жирових підприємств України склала 9651 працівників, що
на 83 чол. (або на 0,9 %) менше, ніж у 2009 році. Середньомісячна заробітна плата на олійно-жирових підприємствах у 2010 році становила 2635,1 грн. і зросла на 9,4 % порівняно з торішнім показником. Найбільш значне підвищення заробітної плати було відзначено на підприємстві «Сватівська олія» (на 40,4 %), Львівському жировому комбінаті (на 26,0 %) та Пересічанському заводі (на 26,1 %), а найвищий рівень середньомісячної заробітної плати працівників протягом останніх років залишається Дніпропетровський олійно-екстракційний завод. В 2010 році середньомісячна заробітна плата на підприємстві склала 5223,5 грн., що на 1,3 % вище показника минулого року.
Найбільшими імпортерами нерафінованої олії у 2015/16 маркетинговому році стала Індія — 40 % від обсягів загального експорту з України .
За підсумками даних 2017 року, Україна експортувала 5,76 млн тонн соняшникової олії на рекордну суму — $4,3 млрд. За звітний період основними експортерами соняшникової олії стали — Індія (на $1574 млн), Китай (на $455,26 млн) й Іспанія (на $422,28 млн). У формі представлення кількості, то експорт склав — 107,06 тис. тонн, 609,09 тис. тонн і 565,34 тис. тонн соняшникової олії відповідно. Також, слід зазначити, що Україна за січень-листопад 2017 року справила 4,74 млн тонн соняшникової олії, що на 21,7 % більше, ніж в аналогічний період 2016 року.

## Проблеми
З московською диверсійною війною на Сході України (2014), постали загрози для промисловості у регіоні. Тарута, голова ОДА (10.09.2014):
|  | «Cargill» — нове сучасне виробництво, куди вклали величезні гроші, це був найбільший в Європі завод з переробки соняшнику, там виробляли олію, а сьогодні ріжуть на металобрухт |